# 映画の分類
映画の分類（えいがのぶんるい）としては、どういう分類の仕方をするかによって名称が変わってくる。
映画を「作品」としてとらえ、単に知見を広めたり視聴覚的に情報を得るためではなく、
映画独自の表現を楽しむ事を主たる目的として「鑑賞」する観点からは以下の三つに大別する事が出来る。
- 劇映画（フィクション映画）
- ドキュメンタリー映画
- 実験映画

この分類は、全世界の映画祭や映画市場の他、映画に関する学術的文章や批評などでも使用されている、
最も一般的なものである。映画館やフィルムアーカイブ、シネクラブなどでの上映に際しても、
この分類によってプログラムを組む事が多い。
この他、日本においては劇映画と非劇映画を分け、使用目的の観点から分類する事もあるが、あまり一般的ではない。　
- 劇映画
- 非劇映画（文化映画）
  - ニュース映画
  - 教育記録映画
    - 学校教育映画
    - 社会教育映画
    - 産業教育映画
    - ＰＲ映画
    - 記録映画

ここに非劇映画に属するものとして挙げた下位区分は、形式的に厳密な区分を持たない。説明的なナレーションやタイトル、比較的短い上映時間、特定の制作会社によって伝統的に決まっている型通りの構成など、共通する部分が多い。
学校教育映画の中には劇映画のスタイルを取っているものも多く、PR映画は企業VPなどと基本的な作りは変わらない。
作りが基本的に同じなのは、これらの映画が「手段」と割り切って制作されるからであり、上映・鑑賞する際にも「作品」として鑑賞するよりもむしろ「啓蒙」「情報」「教育」の手段として利用されるからである。そこでは情報伝達の効率性が最優先され、美的側面は二次的なものとされている。
別の分類方法として、対象とする鑑賞者の年齢による分類（一般、18禁など）があるが、これについては映画のレイティングシステムを参照。